# Microtus anatolicus
Microtus anatolicus es una especie de roedor de la familia Cricetidae.

## Distribución geográfica
Se encuentra en Turquía, especialmente en Konya.